# Щитоносний скат
Щитоносний скат (Bathyraja parmifera) — вид скатів роду Bathyraja, родина Arhynchobatidae.

## Таксономія
Вид отримав науковий опис у 1881 році. Видовий епітет походить від латинських слів parma («щит») і fero («несу»). Щитоносних скатів іноді плутають з Raja stellulata; іншим схожим видом є Bathyraja smirnovi.

## Ареал
Щитоносні скати мешкають в бореальних районах північної частини Тихого океану від затоки Утіура (острів Хоккайдо, Японія) на південному заході, уздовж Сахаліну, Курильських островів, Камчатки (Росія), Алеутських островів до західної частини Аляски на північному сході, включаючи акваторії Японського, Охотського і Берингового морів.
Щитоносний скат — верхньобатіальний вид. Зустрічається на глибині від 20 від 1450 м, переважно між 80 і 400 м.
У щитоносних скатів спостерігаються два температурні діапазони підвищеної чисельності: 1,5-2,5 °C (32,3 %) і 3,0-3,5 °C (27,2 %). Взимку найбільша концентрація щитоносних скатів спостерігається в районі заглиблення затоки Петра Великого, де їхня щільність становить близько 600 кг/км². Влітку риби тримаються на глибинах 200—350 м, а в листопаді йдуть на більшу глибину.
Міжнародний союз охорони природи присвоїв цьому виду природоохоронний статус «Такий, що перебуває в найменшій загрозі».

## Опис
Широкі й плоскі грудні плавці цих скатів разом із широким трикутним рилом утворюють ромбічний диск із закругленими краями. Ширина диска перевершує його довжину. На вентральній (черевній) стороні диска розташовані 5 пар зябрових щілин, ніздрі й рот. Хвіст дуже тонкий, з латеральними (бічними) складками. У цих скатів 2 зменшених спинних плавця та зменшений хвостовий плавець. Довжина хвоста не перевищує довжину диска. Вершина рила вузька й видається вперед. Передні краї диска та внутрішні краї орбіт очей вкриті великими зірчастими шипами. Є також лопаткові шипи. Вздовж диска й хвоста пролягає серединний ряд шипів. Він може бути нерозривний або мати розрив в області тазових горбиків. На тулубі кількість шипів коливається в межах 19-36, а на хвості — 15-23. Посередині грудних плавців шипи відсутні, а серединою хвостового плавця проходить майже повністю гола смуга.
Дорсальна (спинна) поверхня диску буро-коричневого кольору з численними темними й світлими плямами, вентральна (черевна) поверхня світліша, а на хвості зовсім світла, зазвичай з темними плямами.
Близький вид Bathyraja smirnovi з Японського та Охотського морів відрізняється одноманітним сіро-фіолетовим кольором забарвлення та широким розривом у серединному ряді шипів на тілі.
Максимальна загальна довжина 135 см, а вага 18,2 кг. В уловах зазвичай спостерігаються особини розміром 65-100 см завдовжки й вагою 3,3-6 кг. Самки зазвичай довші за самців.

## Біологія
Щитоносні скати відкладають яйця, заховані в роговій довгастій капсулі з твердими «ріжками» на кінцях. Поверхня капсули вкрита дрібними шипами, розташованими поздовжніми рядами. Довжина капсули становить 12,9-15,0 см, а товщина 8,9-9,1 см (без урахування відростків). Ембріони харчуються виключно жовтком.
Тривалість життя становить 16-18 років, а за іншими даними — 20 років. Самці та самки визрівають у віці 8-10 років і 7-9 років, маючи довжину 80,9-95,4 см і 79,5-93 см відповідно. Рівень природної смертності оцінюється в 0,13.
Щитоносні скати — хижаки, їхній раціон в основному складається з ракоподібних, менше з риб. Дорослі особини полюють на крабів-стригунів, раків-самітників й креветок, кальмарів і восьминогів, а також риб (минтай, оселедець, північний одноперий терпуг, довгорилий люмпен, лікоди, бички, морський слимак, камбала). Вони можуть харчуватися відходами з рибопереробних суден. Переслідуючи свою жертву, ці скати здатні підніматися в товщі води й за потреби досить швидко плавати. Оскільки рот у скатів розташований на вентральній поверхні, полюючи риб або кальмарів, вони наздоганяють свою жертву згори, а тоді притискають її до дна й заковтують. Найбільш активно щитоносні скати харчуються влітку, взимку інтенсивність харчування знижується вдвічі. Маса добового харчового раціону дрібних особин (до 50 см завдовжки) становить 3,2-4,1 % маси тіла, великих — 1,5-0,9 %.
На щитоносних скатах паразитують цестоди Grillotia borealis.

## Господарське значення
Щитоносні скати не є об'єктом цільового комерційного рибальства, але як прилов вони потрапляють до донних ярусів та тралів при глибоководному промислі морських окунів, тріски, палтусів та інших донних риб.
У водах біля берегів російської Камчатки водиться 7 видів скатів роду Bathyraja (включаючи B. parmifera), які вважаються тут звичайною рибою; вони зустрічаються в 10-50 % уловів. Чисельність глибоководних скатів у прикамчатських водах досить висока, але їхні ресурси використовуються не повністю. За даними досліджень, проведених у 1990—2000 рр., загальна біомаса скатів роду Bathyraja біля берегів Камчатки становила 118—120 тис. тонн. За можливого вилову 20 % біомаси потенційно можна отримувати 20 тис. тонн глибоководних скатів. Найбільш ефективним знаряддям їхнього промислу вважаються донні яруси.
В Японії та в країнах Південно-Східної Азії скати є об'єктом спеціалізованого промислу. З їхньої великої печінки отримують жир. «Крила» використовуються в їжу свіжими або висушеними. М'ясо придатне для виробництва сурімі.